# AirAsia
AirAsia és una aerolínia de baix cost amb seu prop de Kuala Lumpur (Malàisia). Es tracta de la principal aerolínia de Malàisia pel que fa a la mida de la flota i la quantitat de destinacions. AirAsia Group duu a terme vols nacionals i internacionals a més de 165 destinacions a 25 països diferents. La seva base principal es troba a klia2, la terminal de vols de baix cost de l'Aeroport Internacional de Kuala Lumpur (KLIA).